# Raam (beek in Limburg)
De Raam is een ongeveer 3 km lang afwateringskanaal ten zuiden van Altweerterheide.
De Raam werd gegraven in 1930 in het kader van de ontginning van het Wijffelterbroek, toen ongeveer 450 ha groot. Deze ontginning, in gang gezet door Weerter notabelen, begon omstreeks 1900, waarbij eerst het oostelijke deel werd ontgonnen. De eerste boerderij, "'t Brook" genaamd, kwam tot stand in 1906.
De Raam werd gegraven om ook het westelijk deel van het Wijffelterbroek te ontwateren. In het westen werd de Lossing of Emissaire er op aangesloten, die in het gebied Kettingdijk de grens met België vormt en het gebied Smeetshof ontwaterde. In het oosten sluit de Raam aan op de Tungelroyse Beek, waar het water door wordt afgevoerd.
In 1962 werd de Raam nog verdiept en verbreed. Hierdoor trad verdroging op van het nog resterende natuurgebied. Later werd het waterpeil door de aanleg van stuwen in de Raam beter gereguleerd, waardoor ook het grondwaterpeil weer steeg. Op deze wijze kon ook weer worden voorzien in de waterbergende functie van de moerassen.
Eind 2022 is de waterloop weer om het Wijffelterbroek heen gelegd om het gebied natter te maken.